# Carex longqishanensis
Carex longqishanensis är en halvgräsart som beskrevs av S.Yun Liang. Carex longqishanensis ingår i släktet starrar, och familjen halvgräs. Inga underarter finns listade i Catalogue of Life.